# نيكاندر (ملك إسبارطة)
نيكاندر هو الملك الثامن لأسبرطة من سلالة يوريبونتيد، وابن تشاريلوس، خلفه ابنه ثيوبومبوس.

## وصلات خارجية
- مولر، كارل أوتفريد تاريخ وآثار السلالة الدوريون. (باللغة الإنجليزية)